# 217 î.Hr.

## Nașteri
- dată necunoscută: Aristarh din Samotrace filolog din Grecia antică (d. 144 î.Hr.)

## Decese
- dată necunoscută: Arsaces I  (n. ?)